# 无新法
无新法（Nihil novi），為波蘭眾議院於1505年通過的法案，完整的拉丁文名稱為《無公眾同意就無新事務》（nihil novi sine communi consensus），意指新法案若未取得代表貴族普遍利益的眾議院同意便無法通過，通常翻譯成「少了我們，事情就與我們無關」。
《无新法》大大限制了波蘭第一共和的君主立法權限，禁止國王在未經代表貴族的參議院和眾議院同意下頒布法令；國王只能就猶太人、封地、礦務，以及王室領地上的城市與農民等相關事務頒布詔令。這條法案同時也廢除了米耶爾尼克特權法，並顯著加強了貴族議會的地位。
《无新法》與涅沙瓦條例兩條法案的施行，被視為是波蘭第一共和施行貴族民主制的開端。

## 外部連結
- Latin version of act （页面存档备份，存于） (Starting in second section of page)